# 顯天窗䗩
顯天窗䗩（学名：Puncturella nobilis），又名圓窗螺，是一個微小海螺物種，屬於裂螺科天窗䗩屬的海洋腹足纲软体动物。

## 分佈
本物種見於中国大陆遼寧、山東兩省的黃渤海水域，常栖息在潮下带水深50-150米。
本物種棲息於鹹淡水交界及近岸的海域。

## 外部連結
- 維基物種上的相關：顯天窗䗩